# Gyeongsan
Gyeongsan (Hán Việt: Khánh Sơn) là một thành phố thuộc tỉnh Gyeongsang Bắc tại Hàn Quốc. Thành phố có ranh giới phía tây với Daegu, và nhiều phần của Gyeongsan nằm trong vùng đô thị Daegu. Lượng mưa của thành phố thấp hơ so với trung bình cả nước do vị trí nằm sâu trong nội địa.
Một số trường đại học nằm tại Gyeongsan, như đại học Yeungnam, đại học Daegu, Đại học Công giáo Daegu và đại học Gyeongil.
Loài hoa biểu tượng của thành phố là mộc lan, là loài vẫn sinh trưởng tốt trong điều kiện đất đai cằng cỗi. Loài chim biểu tượng là ác là, tiếng hót trong trẻo của nó biểu trưng cho tinh thần hoạt bát và tràn đầy hy vọng của cư dân. Loài cây tượng trưng là bạch quả. biểu tượng của thịnh vượng, kiên trì và thanh lịch của cư dân.
Gyeongsan là nơi đăng cai Olympic Hóa học Quốc tế lần thứ 38 (2 tháng 7 năm 2006 - 11 tháng 7 năm 2006).

## Thành phố kết nghĩa
- Joyo, Nhật Bản
- Giao Nam, Thanh Đảo, Trung Quốc
- Hàng Châu, Trung Quốc
- Gangdong-gu, Hàn Quốc
- Sinan, Hàn Quốc

## Hành chính
- Hayang Eup (하양읍)
- Jillyang Eup (진량읍)
- Wachon-myeon (와촌면)
- Jain-myeon (자인면)
- Yongseong-myeon (용성면)
- Namsan-myeon (남산면)
- Apyang-myeon (압량면)
- Namcheon-myeon (남천면)
- Jungang-dong (중앙동)
- Dongbu-dong (동부동)
- Seobu1-dong (서부1동)
- Seobu2-dong (서부2동)
- Nambu-dong (남부동)
- Bukbu-dong (북부동)
- Jungbang-dong (중방동)

## Lien kết ngoài
- Trang thông tin chính thức Lưu trữ ngày 24 tháng 9 năm 2015 tại Wayback Machine